# Patricia Manterola
Patricia Manterola  (Mexikóváros, Mexikó, 1972. április 23. –) mexikói színésznő, énekesnő, modell és divattervező.

## Élete és pályafutása
1972. április 23-án született Mexikóvárosban. Karrierjét 1989-ben kezdte. Húga, Michelle Manterola szintén színésznő. 1995-ben főszerepet játszott az Acapulco, cuerpo y alma című telenovellában. Tagja volt a Garibaldi együttesnek. 2004-ben szintén főszerepet kapott az Apuesta por un amorban Juan Soler oldalán, amiért TVyNovelas-díjra jelölték a legjobb női főszereplő kategóriában.

## Filmográfia

### Telenovellák
- 1990: Alcanzar una estrella
- 1991: Alcanzar una estrella II
- 1993: Buscando el paraíso
- 1995: Acapulco, cuerpo y alma .... Lorena García
- 1996: Gente bien .... María Figueroa
- 2004: Apuesta por un amor .... Julia Montaño / Julia Estrada de Durán "La Potra"
- 2006: Lety, a csúnya lány (La fea más bella) .... Önmaga
- 2007: Szerelempárlat (Destilando amor) .... Erika Robledo Negrete "La Mera Mera"

### Filmek, sorozatok
- 1989: Papá soltero .... Marta
- 1998: Rey y reyes
- 1999: Ángeles
- 1999: The Hazzard In Hollywood
- 1999: Souvenir
- 2000: Hyoryu gai
- 2001: Arli$$
- 2001: Carmen: the champion
- 2007: Mi novia está de madre .... Virginia
- 2009: El juego perfecto .... María
- 2010: El cartel .... Andrea

## Diszkográfia
- 1994: Hambre de amor
- 1996: Niña Bonita
- 1998: Quiero más

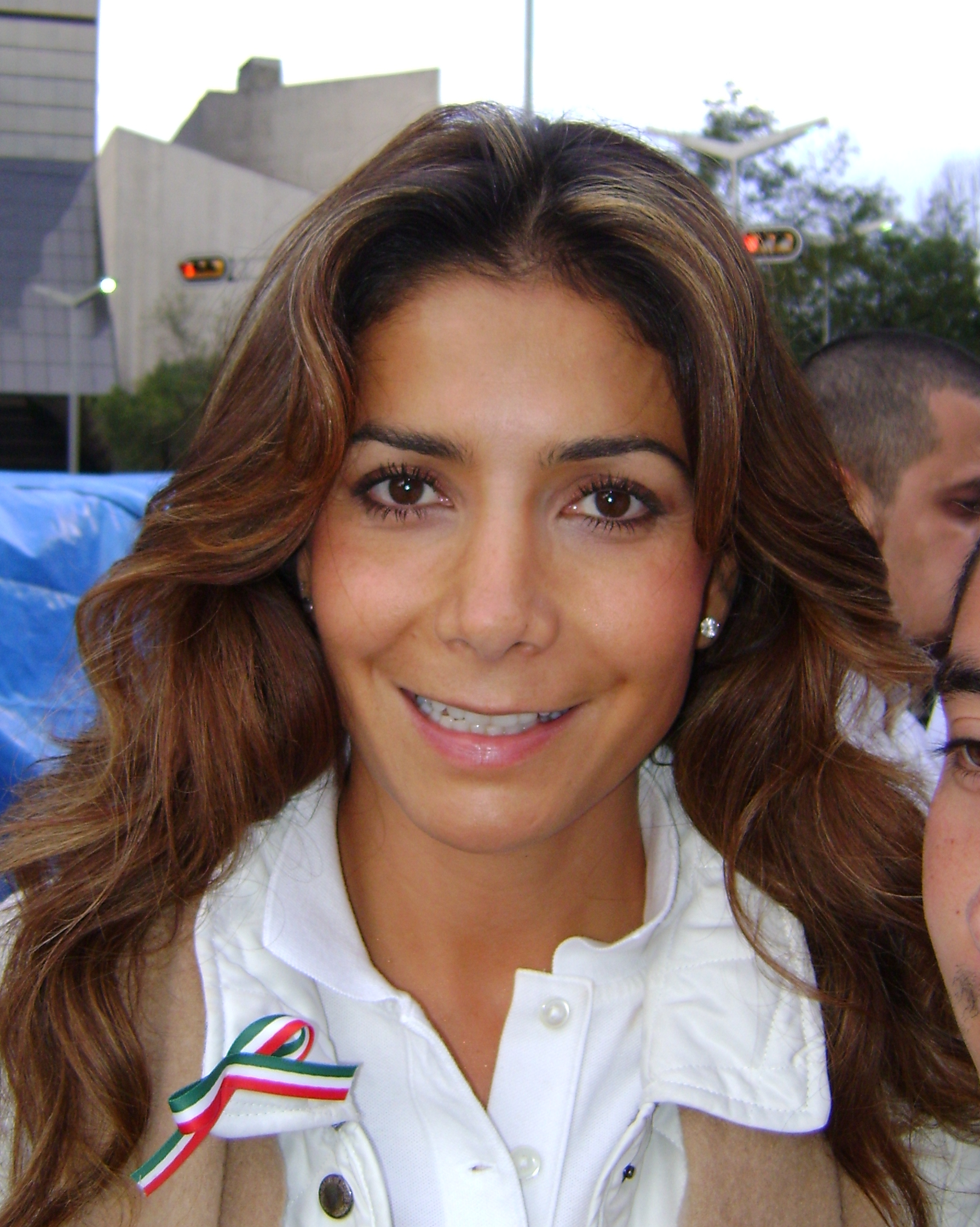
2008-ban

- 2002: Que el ritmo no pare / The Rhythm
- 2003: Déjame volar
- 2004: Castígame
- 2006: Vamos a bailar
- 2007: A mis reinas
- 2008: Mi Novia Esta de Madre
- 2009: Ya terminé